# Jimmy Uso
Jonathan Solofa Fatu, Jr. (sinh 22 tháng 8 năm 1985) là một đô vật chuyên nghiệp người Mỹ. Anh hiện đang kí hợp đồng với WWE nơi anh thi đấu ở thương hiệu Friday Night SmackDown với tên Jimmy Uso. Jimmy là thành viên của đội "The Usos" gồm anh và em trai (sinh đôi) Jey Uso.

## Thời Thơ Ấu
Jonathan Solofa Fatu (Jimmy) sinh ra tại San Francisco, California, vào ngày 22 tháng 8 năm 1985 (Jonathan là anh em sinh đôi lớn hơn 9 phút) là con trai của Talisua Fuavai và đô vật chuyên nghiệp Solofa Fatu (Rikishi). Anh học tại trường trung học Escambia ở Pensacola, Florida, cùng với em trai của mình, nơi họ chơi bóng đá với nhau. Jimmy tiếp tục sự nghiệp bóng đá của mình tại đại học Tây Alabama, nơi anh đều đóng vai trò là hậu vệ biên, Jonathan đã chơi một mùa giải vào năm 2003.

## Sự nghiệp đấu vật chyên nghiệp

### Florida Championship Wrestling (2009-2010)
Jimmy xuất hiện tại Florida Championship Wrestling (FCW) vào ngày 5 tháng 11, kéo Donny Mariow lên võ đài. Jimmy cũng xuất hiện trong một trận đấu đen tối trước khi chương trình FCW thành lập vào ngày 19 tháng 11, khi anh đánh bại Titus O'Neill.
Hai anh em Usos bắt đầu năm 2010 bằng cách đánh bại The Rotundo Brothers (Duck và Bo) vào ngày 14 tháng 1, trong trận đấu của các thế hệ đô vật vào ngày 18 tháng 2, người anh em Rotundo đã hợp tác với Wes Brisco để đánh bại The Usos và Donny Marlow. Họ đã xây dựng mối quan hệ của họ với Marlow tại buổi truyền hình vào tháng hai, khi anh cùng họ chiến thắng trước Titus O'Neill và Big E Langston. Vào tháng 3, họ có sự tham gia của Sarona Snuka, người bắt đầu đóng vai trò quản lý của họ và vào ngày 13 tháng 3, The Usos đã đánh bại Forrtunate Sons (Joe Hennig và Brett Dibiase) để giành chức vô địch FCW Florida Tag Team Championship. Họ đã bảo vệ danh hiệu đầu tiên của mình tại buổi truyền hình vào ngày 18 tháng 3 bằng cách đánh bại The Dubebusters, những người mà họ đã đánh bại bằng cách truất quyền thi đấu khi Tamina kéo trọng tài ra khỏi võ đài để ngăn anh ta đếm chốt hạ. Vào ngày 3 tháng 6, The Usos đã mất chức vô địch Florida Tag Team vào tay "Los Aviadores" (Hunico và Dos Equis).

### Chuyển đến đội hình chính (2010-đến nay)
Jimmy ra mắt cùng với Jey Uso và Tamina, con gái của WWE Hall of Famer "superfly" Jimmy Snuka vào tháng 5 năm 2010, tấn công The Hart Dynasty - một phần của "gia đình thể thao giải trí đầu tiên". Như một tuyên bố lớn khi cuộc tấn công của họ, nó sẽ đóng vai trò như một khúc dạo đầu làm cho sóng hưng phấn chưa đến.
Đội Samoan gần đây đã đạt mục tiêu giành danh hiệu WWE Tag Team, ngay cả khi điều đó có nghĩa là phải vượt qua The Shield. Jimmy và Jey Uso đã sử dụng màu sơn mặt đáng sợ như một bản giao hưởng về mục tiêu của họ, nói rằng diện mạo mới của họ đại diện cho sự sẵn sàng của The Usos để làm bất cứa điều gì cần thiết để chiến đấu cho chức vô địch vàng.
Ý định trở thành Tag Team Champions của họ vẫn đang trong quá trình thực hiện, nhưng cọc song sinh đã lỗ lực để đánh bại Seth Rollins và Roman Reigns tại Money in The Banks 2013, kickoff và trong Tag Team Turmoil Match trong trận khai mạc The Night of Championships, Jimmy và Jey Uso trở thành ứng cử viên số 1 mới cho danh hiệu Tag. Mặc dù Cody Rhodes và Goldust đã giành được danh hiệu vài tuần sau đó, The Usos có sự thay đổi của họ với chức vô địch mới và The Shield trong Trận đấu đồng đội Triple Threat Tag tại WWE Hell in a Cell, chỉ xuất hiện trong thời gian ngắn khi anh em nhà Rhodes giữ chân thành công. Tại Elimiation Champer, WWE Tag Team Titles một lần nữa bỏ qua The Usos, để thua trước New Age Outlaws kỳ cựu. Vào trận đấu tháng 3, năm 2014, Tập Raw, The Usos đã bắt được The WWE Tag Team Titles từ New Age Outlaws.
Tuy nhiên, với truyền thông Samoan huy hoàng đã len lỏi trong huyết quản của anh. Jimmy Uso cố gắng đại diện cho một trong những hòn đảo nổi tiếng nhất của vòng tròn bình phương hơn bao giờ hết và giống với những thành viên nổi tiếng trong gia đình của anh ta, tinh thần man rợ và theo đuổi thành công của anh ta hét lên  cả "hoang dã" và "điện tử". Vào ngày 25 tháng 6 năm 2015, Jimmy trở thành bình luận viên cho Smackdown cho đến khi anh bị loại bỏ khỏi đội bình luận sau buổi phát thanh trên September tháng 3 năm 2015. Anh cũng trở thành người khởi xướng màu sắc cho WWE Main Event cho đến ngày 27 tháng 10 năm 2015.

## Đời tư và bắt giữ
Theo St. Petersberg Times, Jimmy Uso đang lái xe ở Nam Tampa đi nhầm đường 1 một chiều vào khoảng 3 giờ sáng trên chiếc Mustang của anh ấy. Jimmy đã bị bắt.
Viên cảnh sát đã bắt đầu bảo anh dừng lại, khi con trai lớn của cựu ngôi sao WWE Rikishi, thổi nồng độ cồn trong máu.180. Giới hạn pháp lý Florida là 0,8.
Fatu đã kết hôn với Naomi, ngày 16 tháng 1 năm 2014 tại Maui, Hawaii. Cặp đôi cư trú tại Pensacola, Florida.

## Chiêu thi đấu
- Super Kick (Đòn kết liễu)
- Front Powerslam
- Belly To Back Neckbreaker
- Vaulting Plancha
- Jumping Enziguri
- Suicide Dive
- Samoan Wrecking Ball
- Samoan Drop
- Uppercut
- Uso Kick
- Uso Splash

## Các chức vô địch và danh hiệu
- Florida Championship Wrestling
  - FCW Florida Tag Team Championship (1 lần)
- Pro Wrestling Illustrated
  - PWI xếp Jimmy vào #92 trong số 500 đô vật đấu đơn trong PWI 500 vào năm 2012.
- World Wrestling Entertainment
  - WWE Tag Team Championship (2 lần) - với Jey Uso.
  - WWE Smackdown Tag Team Championship (4 lần) - với Jey Uso.

## Biệt danh
- "Main Event" Jimmy Uso ("Sự kiện chính" Jimmy Uso)